# (13522) 1991 FG
(13522) 1991 FG là một tiểu hành tinh vành đai chính. Nó được phát hiện bởi Robert H. McNaught ở Đài thiên văn Siding Spring ở Coonabarabran, New South Wales, Australia, ngày 18 tháng 3 năm 1991.